# Onatah
Onatah (Onatha, Deohako; Spirit of the Corn) U mitologiji plemena Irokeza, Onatah je bila jedna od Deohako (Održavateljica života, ili Tri sestre). Onatah je predstavljala duh kukuruza, dok su njene dvije sestre predstavljale grah i tikvu. U jednoj uobičajenoj irokeškoj legendi, Onatah je ukrao Tawiscara i sakrio je pod zemljom, uzrokujući veliku glad dok nije pronađena i oslobođena.